# Crambus vagistrigellus
Crambus vagistrigellus là một loài bướm đêm trong họ Crambidae.